# Scott Storch
Scott Storch (Halifax, Nueva Escocia, 16 de diciembre de 1973) es un productor musical, arreglista, teclista e instrumentista canadiense de ascendencia judía.
Es hijo de un reportero y cantante. Se trasladó a Cherry Hill, Nueva Jersey, donde se transformó en el teclista de la banda hip hop The Roots.
Comenzó experimentando con sus propias producciones con The Roots. Luego abandonó la banda y aprendió más sobre el ámbito trabajando con Dr. Dre y Timbaland. Tras dejar a la banda, el sonido y estilo de Storch se hizo más comercial. En la actualidad, Storch es uno de los productores musicales de hip hop más demandados, trabajando con una amplia variedad de artistas. Diferente a varios de sus contemporáneos, como 50 Cent, Kanye West & 9th Wonder, Christina Aguilera, Ashlee Simpson, Raven-Symoné, Daddy Yankee y Ice Cube. Storch raramente usa muestras en sus trabajos, prefiriendo componer todas las partes él mismo. 
A pesar de su ostentosa apariencia con uso de diamantes, él prefiere la intimidad, y es relativamente comparado a tipos hip-hop como Pharrell Williams o Kanye West, que se han transformado en verdaderas estrellas musicales tras exitosas producciones.
Además es conocido por producir algunos temas de Justin Timberlake.